# Turnverein Passau
Der Turnverein Passau 1862 e. V. (kurz: TV Passau) ist der älteste Sportverein in Passau und hat zurzeit ca. 2000 Mitglieder.

## Geschichte
Ab 1861 wurde bei der Freiwilligen Feuerwehr Passau auch Turnen betrieben und im September dieses Jahres sogar ein Preisturnen ausgerichtet.
Die Gründung des Turnvereins Passau (kurz: TV Passau) erfolgte am 27. März 1862 im Lokal Kreuzwirt in der Innstadt, in der heutigen Lederergasse.
Die erste Teilnahme an einem Wettkampf ist für den 5. Mai 1863 belegt.
1880 wurde dem Turnrat des TV Passau durch das Mitglied Max Huber der Vorschlag zur Durchführung eines Volks-Wettturnens mit den vier Disziplinen Weitsprung, Steinstemmen (33 ⅓ Pfund), Hochsprung und Wettlauf (150 m) unterbreitet.
Die Parallelen zum 1912 durch Carl Diem eingeführten Sportabzeichen sind unverkennbar.
Der Turnrat lehnte diesen Vorschlag nach langer Diskussion schließlich ab.
Max Huber gründet 1893 den Athleten-Club (heute ASV Passau), in dem neben Gewichtheben auch Fußball betrieben wurde.
Vom 12. bis zum 15. August 1893 richtete der TV Passau das 9. Bayerische Turnfest mit über 2000 Teilnehmern aus
1898 wurde auf dem Turnplatz an der Jahnstraße ein Lawn-Tennisplatz errichtet.
Diese Aktivitäten wurden nach Gründung des ersten Tennis-Vereins wieder eingestellt.
1903 wurde eine „Damenrige“ gegründet; Frauen konnten allerdings erst seit 1912 ordentliche Mitglieder werden.
1906 wurde mit der Jahnturnhalle auf dem Turnplatz in der Innstadt eine vereinseigene Turnhalle errichtet.
1910 erfolgte die Einrichtung einer eigenen Fußballabteilung, wobei das erste Fußballspiel im TV Passau bereits für 1895 nachgewiesen werden kann.
Ab 1913 existierte neben Turnen und Fußball eine eigene Spielabteilung, in der Faustball und Leichtathletik betrieben wurden.
1919 schloss sich der Athleten-Club als Schwerathletik-Abteilung dem TV Passau an. Die Fußballabteilung des Athleten-Clubs sowie die ehemaligen Fußballvereine Fußball-Klub Passau und Passauer Sportverein für Bewegungsspiele (PSVfB) schlossen sich der Fußballabteilung des TV Passau an.
1924 änderte der TV Passau seinen Namen in Turnverein Passau 1862, nachdem zuvor der Deutsch-völkische Turnverein „Jahn“ Passau gegründet worden war.
Im selben Jahr wurden die Fußball- und Schwerathletik-Abteilungen im Rahmen der Reinlichen Scheidung als FC Passau, dem heutigen 1. FC Passau, selbstständig.
In der Zeit von 1923 bis 1925 sank dadurch die Mitgliederzahl von 1069 Mitgliedern über 510 (1924) auf nur 358 Mitglieder.
Der TV Passau versuchte dieser Entwicklung durch Austragung von Städtekämpfen im Geräteturnen, sowie durch Gründung einer Fecht-Abteilung (1924) und einer Faltboot-Abteilung (1925) entgegenzuwirken.
Diese Situation verschärfte sich 1926 noch zusätzlich nach Gründung des Christlich-deutschen Turnvereins Passau.
Ab 1933 wurden beide Konkurrenz-Vereine aufgelöst, da sie österreichischen Verbänden angehörten und dies nun rechtlich nicht mehr möglich war. Der TV Passau wurde gleichgeschaltet.
1935 wurde ein zweiter, vergeblicher Versuch unternommen, eine Tennis-Abteilung innerhalb des TV Passau zu gründen.
Die Wiedergründung des Turnvereins Passau 1862 nach dem Zweiten Weltkrieg erfolgte am 29. Mai 1946, was am 27. August 1946 durch die Militärregierung bestätigt wurde.
Erste Aufgabe war die Beseitigung von Kriegsschäden an der Jahnturnhalle, in der bis etwa 1949 auch Flüchtlinge untergebracht waren.
Die Mitgliederzahl wuchs von etwa 200 Mitgliedern im Jahr 1949 schnell auf über 1000 Mitglieder im Jahr 1954, um sich in den 1980er-Jahren auf etwa 2000 Mitglieder einzupendeln. Seit 1964 betreibt der TV Passau eine eigene Geschäftsstelle.

## Aktuelle und ehemalige Abteilungen
- Turnen; seit 1903 auch für Damen
- Skisport (seit 1910/11)
- Fußball (1910–1924): Fußball wurde im TV Passau ab 1895 gespielt. Als eigene Abteilung wurde Fußball von 1910 bis 1924 gespielt.
- Leichtathletik (seit 1913): Seit 1970 wird die Leichtathletik zusammen mit der DJK Eintracht Passau und der DJK Passau West im Rahmen der Leichtathletik-Gemeinschaft (LG) Passau durchgeführt.
- Handball (seit 1921)
- Faustball (seit 1921)
- Schwimmen und Wasserball (seit 1922)
- Fechten (seit 1924): In der Fecht-Abteilung des TV Passau werden auch Moderner Fünfkampf, Friesenkampf und Biathle betreut
- Faltboot und Kanu (seit 1925): Der TV Passau betreibt seit 1926 auch ein eigenes Faltboot-Heim an der Ilz
- Versehrtensport (ab 1954)
- Basketball (seit 1965) Die Passau White Wolves spielen aktuell in der 2. Regionalliga Süd.
- Volleyball (1972–1982): Die Herrenmannschaft der Volleyball-Abteilung des TV Passau spielte von 1979 bis 1980 in der zweiten Bundesliga und von 1980 bis 1982 in der ersten Bundesliga. Im 17. Mai 1982 wurde die Volleyballabteilung in den Volleyball-Club (VC) Passau als Volleyball-Club Passau im TV Passau 1862 ausgegliedert, die Volleyballabteilung des TV Passau daraufhin aufgelöst. Ein ursprünglich beabsichtigter Beitritt des VC Passau als Verein zum TV Passau wurde nie vollzogen, so dass der Zusatz im TV Passau 1862 nie rechtsgültig wurde. Der damals noch VC/TV Passau genannte Verein gewann am 6. Juni 1982 mit Trainer Stelian Moculescu den DVV-Pokal.
- Taekwondo (seit 1987)
- Herzsport (seit 1996)
- Eiskunstlauf (seit 1999)
- Frisbee (seit 2001)
- Aikido (seit 2001)

## Vereinseigene Sportanlagen

### Jahnturnhalle und Turnplatz

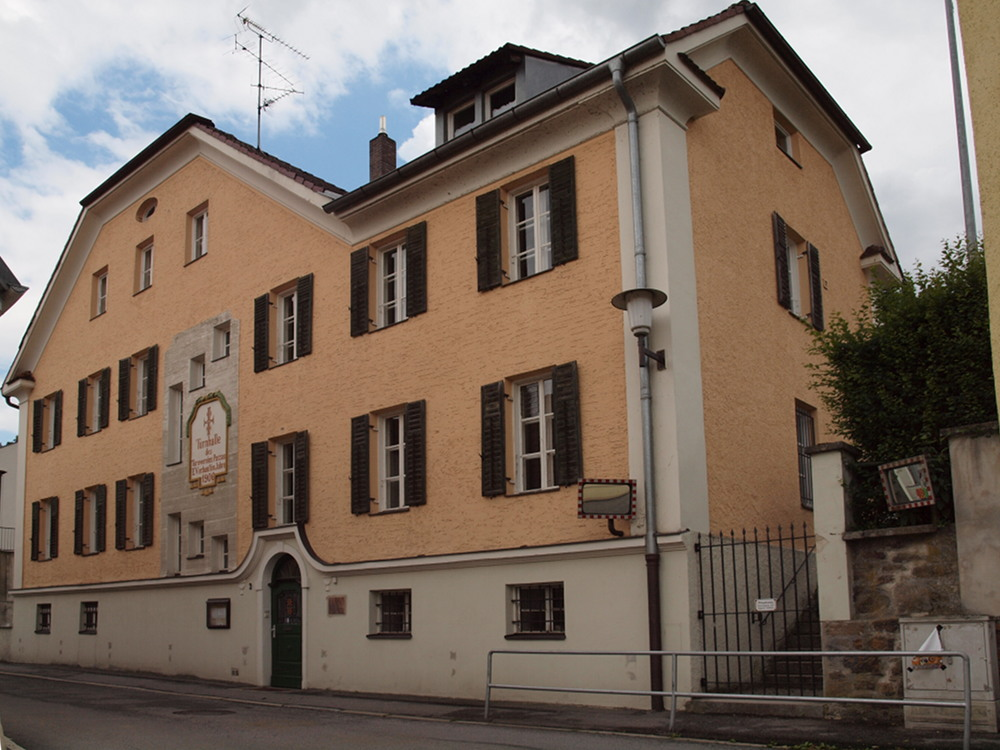
Jahnturnhalle des TV Passau in der Jahnstraße

Der TV Passau hat 1897 den Turnplatz in der Innstadt (⊙) erworben, nachdem zuvor verschiedene „Sommersportplätze“ in der Stadt genutzt wurden.
1954 konnte dieses Areal um eine bereits zuvor gepachtete Fläche nochmals erweitert werden, sodass eine Laufbahn errichtet werden konnte.
1906 wurde auf dem seit 1897 vereinseigenen Teil des Turnplatzes in der Innstadt die Jahnturnhalle errichtet, nachdem zuvor lange Jahre der „Deutsche Schulsaal“ (Saal der ehemaligen Altstadtschule, 1919 abgerissen – heute Kath.-Theol. Fakultät der Universität Passau) genutzt worden war.
Nach 1945 mussten kriegsbedingte Schäden behoben werden. Bis 1949 diente die Jahnturnhalle auch als Notunterkunft für Kriegsflüchtlinge.
1959 erfolgten ein Anbau und die Modernisierung der Heizungsanlage und des Hallenbodens.
Zwischen 1984 und 2004 mussten mehrmals Renovierungsarbeiten durchgeführt werden.

### Faltbootheim
Die Gründung der Faltbootabteilung steht im Zusammenhang mit der 1923 erstmals durchgeführten Nibelungenfahrt von 120 Booten von Ingolstadt nach Wien. Passau hatte zu diesem Zeitpunkt keinen Zeltplatz, und auch eine Unterbringung auf dem Gelände des Passauer Rudervereins war nicht möglich.
1926 wurde auf Initiative der neu gegründeten Faltboot-Abteilung des TV Passau durch die Stadt das deutschlandweit erste Faltbootheim auf der Bschütt an der Ilzbrücke errichtet. Der Betrieb wurde durch die Faltboot-Abteilung des TV Passau übernommen.
1930 wurde dieses Wanderheim durch ein Bootshaus erweitert.
Zwischen 1950 und 1953 mussten Kriegsfolgeschäden behoben werden.
Dieses erste Faltboot-Wanderheim samt Bootshaus wurde im Zuge der Erweiterung des Bschütt-Bads 1962 abgebrochen.
Das neue Faltbootheim (⊙) wurde ab 1960 ilzaufwärts vom alten Standort errichtet.
Der Großteil der Kosten wurde davon vom TV Passau in Eigenleistung erbracht.
Ab den 1970er Jahren wurden die Schlafräume im Obergeschoss nicht mehr benötigt und deshalb umgebaut.
1986/87 wurde ein neuer Bootsschuppen errichtet, 1995 eine Eternit-Sanierung durchgeführt und der Dachstuhl erneuert.
2002 drang in das Gebäude erstmals Hochwasser ein.